# Рдесник гостролистий
Рдесник гостролистий (Potamogeton acutifolius) — вид рослин родини рдесникові (Potamogetonaceae), поширений у більшій частині Європи.

## Опис
Багаторічна рослина 50–60 см завдовжки. Стебло сплюснуте, зі скупченими гілками. Стебло і листки майже однакової ширини (3–4 мм). Листки лінійні, тонко загострені, біля основи з 2 червоними горбками. Квітконоси рівні або майже рівні за довжиною 4–8-квітковому суцвіттю. Плід до 3 мм завдовжки, з горбком біля основи і зігнутим носиком, на спинці зі зморшкуватим кілем. Рослина вкорінена в мулистому дні. Вся рослина перебуває під поверхнею, особливо у верхній половині багато розгалужується, створюючи щільні насадження. Листя завдовжки до 10 см і завширшки до 4 мм. Молоде листя зелене, пізніше буре. Цвіте з червня по серпень. Рослина зимує у вигляді туріонів.

## Поширення
Поширений у більшій частині Європи. Здається, P. acutifolius нечисленний у всьому своєму ареалі й повідомляється, що в більшості областей, з яких доступна інформація, чисельність зменшується.
Це характерний вид природних від мезотрофічних до евтрофічних ставків та ровів на пасовищах великої рогатої худоби.
В Україні вид зростає у стоячих і повільних водах — на всій території; в Закарпатті (Хустський р-н, с. Рокосово, м. Хуст), рідко; у Поліссі, Лісостепу, Степу, спорадично.

## Загрози та охорона
Загрозами є втрата й деградація місць існування водно-болотних угідь. Можливо, вид не здатний переносити антропогенну гіперевтрофікацію. У Чехії спад спричинений відмовою від традиційного управління рибними водоймами на користь більш інтенсивного рибництва.
P. acutifolius захищений у Франції в регіонах Ельзас, Рона-Альпи, Франш-Коме та Лотарингія. У Червоних книгах Швейцарії, Чехії й Великої Британії вид віднесений до категорії CR, у Німеччині — VU. У Великій Британії він включений у три місцеві плани дій з питань біорізноманіття (Дорсет, Норфолк та Суссекс) та Національний план.